# Эммиус, Уббо
Уббо Эммиус (нем. Ubbo Emmius; 5 декабря 1547, Гретзиль, Нижняя Саксония — 9 декабря 1626, Гронинген, Стад-эн-Ланде) — немецкий географ, историк, реформатский богослов, первый ректор Гронингенского университета.

## Биография
Уббо Эммиус родился 5 декабря 1547 года в Гретзиле, Восточная Фризия в семье лютеранского проповедника Эммиуса Дайкена. С 9 до 18 лет Эммиус учился в латинской школе, которую ему пришлось оставить после смерти отца. После учёбы в Ростоке, в возрасте 30 лет, Эммиус брал уроки в Женеве у Теодора Безы, кальвиниста, который оказал на Эммиуса большое влияние .
По возвращении в Восточную Фрисландию в 1579 году он занял должность ректора в той самой школе, в которой учился, — колледже в Нордене. Впоследствии он был уволен местным судом в 1587 году за то, что, будучи кальвинистом, не подписался под Аугсбургским исповеданием. После этого, в 1588 году, кальвинистский граф Йохан предложил ему должность ректора в латинской школе в Лере (позже переименованной в гимназию имени Эмиусса Уббо). Известно, что, оставаясь в Лере, Эммиус переписывался со многими другими важными людьми того времени, бежавшими из Гронингена после того, как эта область попала под власть испанцев. Когда Гронинген сдался принцу Морицу Оранскому в 1594 году, бежавшие вернулись и предложили Уббо должность ректора в школе в Синт-Мартене. Когда в 1614 году было принято решение о создании университета под руководством Эммиуса, он был выбран в качестве директора и профессора истории и греческого языка и в конечном итоге стал первым ректором (лат. rector magnificus) Гронингенского университета, который основал.
Уббо Эммиус умер 9 декабря 1625 года в Гронингене.

## Историография
Уббо Эммиус внёс выдающийся вклад в историографию. Его основные работы были посвящены истории фризских территорий: его 6 частей Rerum Frisicarum historiae, выходили с 1592 по 1616 год. В одной из других своих важных работ под названием Chronologicum он сравнил истории разных народов, которые использовали разные календари.
Среди других работ:
- Opus chronologicum (Гронинген, 1619 г.)
- Vetus Graecia illustrata (Лейден, 1626 г.)
- Historia temporis nostri, впервые опубликованная в Гронингене в 1732 году.

Отчёт о его жизни, написанный Николуасом Мулериусом, был опубликован вместе с жизнью других профессоров Гронингена в Гронингене в 1638 году.

## Избранные работы
- Rerum Frisicarum historiae decades (Leiden, 1616)
- Opus chronologicum (Groningen, 1619)
- Vetus Graecia illustrata (Leiden, 1626)
- Historia temporis nostri (Groningen, 1732)